# Данијел Стариџ
Данијел Андре Стариџ (енгл. Daniel Andre Sturridge; 1. септембар 1989) енглески је фудбалер који игра за Трабзонспор и фудбалску репрезентацију Енглеске. Рођен је у Бирмингему. Своје прве фудбалске кораке направио је у омладинској школи Астон Виле пре него што прелази у Ковентри сити у којем проводи неко време и након тога се придружује омладинској школи далеко озбиљније екипе Манчестер ситија. Дебитовао је за први тим у сезони 2007-08. Манчестер сити је напустио и одлази у Лондон да би каријеру наставио у Челсију. Није се дуго задржао у Лондону, одлази на позајмицу у Болтон где пружа добре партије и убрзо је уследио позив Ливерпула у коме је играо до 2019. године.

## Клупска каријера

### Ливерпул
Дана 2. јануара 2013. године потписује дугорочни уговор са Ливерпулом за суму од 12 милиона фунти. За Ливерпул дебитује 6. јануара против Менсфилд Тауна у трећем колу ФА купа, постигавши свој први гол за Ливерпул у седмом минуту игре.

## Трофеји

### Челси
- Премијер лига (1) : 2009/10.
- ФА куп (2) : 2009/10, 2011/12.
- Лига шампиона (1) : 2011/12.

### Ливерпул
- Лига шампиона (1) : 2018/19.